# XXIII з'їзд КПУ
XXIII з'їзд КПУ — з'їзд Комуністичної партії України, що відбувся в Києві 15—18 березня 1966 року.
У роботі з'їзду взяли участь 1517 делегатів з ухвальним і 113 — з дорадчим голосом, які представляли 1 833 362 члени і 128 046 кандидатів у члени партії.

## Порядок денний з'їзду
1. Звіт ЦК КПУ (доповідач Шелест Петро Юхимович).
2. Звіт Ревізійної комісії КПУ (доповідач Яремчук Григорій Филимонович).
3. Доповідь про проект «Директиви XXIII з'їзду КПРС по п'ятирічному плану розвитку народного господарства СРСР на 1966-1970 рр.» (доповідач Щербицький Володимир Васильович).
4. Вибори керівних органів КПУ.

Обрано Центральний комітет у складі 127 членів і 75 кандидатів у члени ЦК, Ревізійну комісію у складі 41 особи.

### Члени ЦК КПУ
- Андреєв Олександр Микитович
- Андріанов Сергій Миколайович
- Андрієнко Леонід Васильович
- Антонова Катерина Тимофіївна
- Антонов Олег Костянтинович
- Бабаджанян Амазасп Хачатурович
- Бажан Микола Платонович
- Барановський Анатолій Максимович
- Бізяєв Всеволод Іванович
- Борисенко Микола Михайлович
- Ботвин Олександр Платонович
- Бубновський Микита Дмитрович
- Бузницький Олександр Григорович
- Бурмистров Олександр Олександрович
- Бутенко Григорій Прокопович
- Ватченко Олексій Федосійович
- Ващенко Григорій Іванович
- Виштак Степанида Демидівна
- Вівдиченко Іван Іванович
- Вілєсов Геннадій Іванович
- Волков Анатолій Іванович
- Вольтовський Борис Іовлевич
- Гаврилюк Олександра Євгенівна
- Галенко Йосип Панасович
- Гаркуша Микола Андрійович
- Гезь Сергій Сергійович
- Гіталов Олександр Васильович
- Глушков Віктор Михайлович
- Головкін Василь Якович
- Головченко Іван Харитонович
- Головченко Федір Петрович
- Горбань Григорій Якович
- Григоренко Олексій Семенович
- Гридасов Дмитро Матвійович
- Грушецький Іван Самійлович
- Данченко Олексій Євгенович
- Дегтярьов Володимир Іванович
- Дорошенко Петро Омелянович
- Дрозденко Василь Іванович
- Єльченко Юрій Никифорович
- Єременко Анатолій Петрович
- Желюк Пилип Олексійович
- Жуков Олександр Іларіонович
- Журавський Петро Овер'янович
- Іванченко Іван Васильович
- Ільницький Юрій Васильович
- Калита Федір Іларіонович
- Кальченко Никифор Тимофійович
- Качур Василь Захарович
- Кириченко Микола Карпович
- Кисляков Костянтин Сергійович
- Клименко Василь Костянтинович
- Коваль Антоніна Михайлівна
- Ковпак Сидір Артемович
- Козир Павло Пантелійович
- Коломоєць Надія Семенівна
- Ком'яхов Василь Григорович
- Корнійчук Олександр Євдокимович
- Коротченко Дем'ян Сергійович
- Кочубей Антон Данилович
- Кочубей Антон Самійлович
- Кривенко Яків Миколайович
- Кривонос Петро Федорович
- Куликов Яків Павлович
- Куцевол Василь Степанович
- Лазуренко Михайло Костянтинович
- Лащенко Петро Миколайович
- Легунов Григорій Андрійович
- Лісовий Тимофій Григорович
- Лубенець Григорій Кузьмич
- Лутак Іван Кіндратович
- Любченко Любов Андріївна
- Ляшко Олександр Павлович
- Макаров Олександр Максимович
- Маленкін Андрій Сергійович
- Малов Веніамін Іванович
- Махиня Михайло Михайлович
- Мозговий Іван Олексійович
- Мужицький Олександр Михайлович
- Назаренко Іван Дмитрович
- Нікітченко Віталій Федотович
- Осипенко Ярослав Олексійович
- Патон Борис Євгенович
- Пашов Михайло Васильович
- Піснячевський Дмитро Петрович
- Пічужкін Михайло Сергійович
- Погребняк Яків Петрович
- Покришкін Олександр Іванович
- Попльовкін Трохим Трохимович
- Посмітний Макар Онисимович
- Потапов Олександр Якович
- Починок Макар Іванович
- Радзієвський Іван Іванович
- Ремесло Василь Миколайович
- Рогачова Олександра Іванівна
- Розенко Петро Якимович
- Саблєв Павло Юхимович
- Савченко Марія Харитонівна
- Сиволоб Віра Іванівна
- Синиця Михайло Сафронович
- Скаба Андрій Данилович
- Соболь Микола Олександрович
- Соїч Олег Владиславович
- Стафійчук Іван Йосипович
- Степаненко Ігор Дмитрович
- Степанченко Василь Олексійович
- Стрельченко Іван Іванович
- Титаренко Олексій Антонович
- Тичина Павло Григорович
- Ткачук Григорій Іванович
- Тронько Петро Тимофійович
- Устинов Валентин Семенович
- Федоров Олексій Федорович
- Філонов Іван Георгійович
- Хилько Федір Васильович
- Худосовцев Микола Михайлович
- Чеканюк Андрій Терентійович
- Чурсін Серафим Євгенович
- Шевель Георгій Георгійович
- Шевченко Володимир Васильович
- Шевченко Микола Васильович
- Шевчук Григорій Іванович
- Шелест Петро Юхимович
- Шупик Платон Лукич
- Щербицький Володимир Васильович
- Якубовський Іван Гнатович
- Янгель Михайло Кузьмич

### Кандидати в члени ЦК КПУ
- Авілов Олег Володимирович
- Азаров Володимир Миколайович
- Бабійчук Ростислав Володимирович
- Багратуні Георгій Рубенович
- Бажанов Юрій Павлович
- Бакланов Григорій Митрофанович
- Бакуль Валентин Миколайович
- Бандровський Генріх Йосипович
- Барильник Тимофій Григорович
- Беднягін Анатолій Іванович
- Бєлогуров Микола Кіндратович
- Білоколос Дмитро Захарович
- Бойко Степан Карпович
- Братченко Іван Іович
- Бугаєнко Леонід Григорович
- Бурка Михайло Йосипович
- Воронін Павло Пантелеймонович
- Всеволожський Михайло Миколайович
- Герасименко Андрій Степанович
- Глух Федір Кирилович
- Глущенко Леонід Федорович
- Гриза Олексій Андріанович
- Гуреєв Микола Михайлович
- Даденков Юрій Миколайович
- Денисенко Андрій Андрійович
- Добрик Віктор Федорович
- Злобін Геннадій Карпович
- Іванов Борис Олексійович
- Іванов Микола Максимович
- Козаченко Василь Павлович
- Колесник Василь Артемович
- Колесник Феодосій Дмитрович
- Комар Пантелей Ілліч
- Кондуфор Юрій Юрійович
- Кошевський Петро Сидорович
- Кременицький Віктор Олександрович
- Кривошеєв Володимир Іванович
- Левченко Іван Федотович
- Лисенко Василь Васильович
- Лісняк Павло Якович
- Лябога Іван Юхимович
- Макухін Олексій Наумович
- Макушенко Микола Олександрович
- Мальцев Євдоким Єгорович
- Михайлов Микола Миколайович
- Мокроус Федір Якович
- Науменко Андрій Михайлович
- Нестеренко Ганна Дмитрівна
- Овчаренко Федір Данилович
- Однороманенко Олександр Митрофанович
- Пахаренко Олександр Григорович
- Пашков Валентин Іванович
- Побєгайло Костянтин Михайлович
- Пономарьов Петро Олексійович
- Постарнакевич Іван Володимирович
- Риженко Леонід Петрович
- Руденко Яків Кузьмич
- Руднєв Іван Семенович
- Русин Василь Павлович
- Рябокляч Андрій Карпович
- Сахновський Георгій Леонідович
- Селіванов Олександр Гнатович
- Слюсаренко Віталій Андрійович
- Соколов Іван Захарович
- Сологуб Віталій Олексійович
- Стефаник Семен Васильович
- Турик Микола Антонович
- Хорунжий Михайло Васильович
- Цибань Микола Григорович
- Цибулько Володимир Михайлович
- Чебриков Віктор Михайлович
- Чемодуров Трохим Миколайович
- Шульгін Микола Павлович
- Ямпольський Стефан Михайлович
- Яцуба Іван Васильович

### Члени Ревізійної комісії
- Андрющенко Микола Федотович
- Білим Микола Никифорович
- Бойченко В'ячеслав Олександрович
- Валага Ніна Никифорівна
- Васляєв Володимир Олександрович
- Ворона Любов Кирилівна
- Вороненко Михайло Степанович
- Головань Євгенія Олексіївна
- Замула Василь Никифорович
- Ізвеков Анатолій Веніамінович
- Кайкан Петро Федорович
- Кириченко Григорій Федорович
- Козіна Валентина Вікентіївна
- Консовський Михайло Владиславович
- Ладані Ганна Михайлівна
- Ліпко Михайло Юрійович
- Лядов Ростислав Михайлович
- Митрофанова Ніна Олександрівна
- Мусієнко Іван Васильович
- Неізвєстний Микола Олександрович
- Новаковець Степан Денисович
- Пашко Яків Юхимович
- Піддубний Ілля Гаврилович
- Приходько Іван Митрофанович
- Разборський Олександр Андрійович
- Решетников Василь Васильович
- Рожко Олексій Прокопович
- Сдержиков Федір Семенович
- Серемова Раїса Володимирівна
- Сінченко Георгій Захарович
- Сіробаба Володимир Якович
- Стеценко Степан Омелянович
- Стратонов Микола Степанович
- Федоренко Віктор Павлович
- Філіпов Віктор Петрович
- Фоміна Парасковія Григорівна
- Фурман Микола Корнійович
- Халапсін Володимир Миколайович
- Щудро Анатолій Антонович
- Якубов Анатолій Михайлович
- Ярощук Юхим Арсентійович

## Зміни складу ЦК у період між з'їздами
28-29 листопада 1967 року на Пленумі ЦК КПУ переведені з кандидатів у члени ЦК КПУ Всеволожський Михайло Миколайович і Овчаренко Федір Данилович.
15 квітня 1969 року на Пленумі ЦК КПУ переведені з кандидатів у члени ЦК КПУ Добрик Віктор Федорович, Іванов Борис Олексійович і Цибулько Володимир Михайлович.